# Braxton Ogbueze
Braxton Ogbueze (nacido el 23 de noviembre de 1993 en Charlotte (Carolina del Norte)) es un baloncestista estadounidense con nacionalidad nigeriana que actualmente se encuentra sin equipo. Con 1,85 metros de estatura, juega en la posición de escolta.

## Trayectoria deportiva
Es un escolta formado en su año júnior en la universidad de Charlotte 49ers, en la que anotó 15 puntos de media, con 3 triples encestados por partido. En su etapa colegial (High School) la disputó en la United Faith Christian Academy Charlotte (Carolina del Norte).
Más tarde, jugaría la temporada 2012-13 en Florida NCAA 1, pero tras tener una temporada escasa de minutos en Florida, por ser rookie, decidió cambiar de universidad, por lo que se pasó un año sin jugar por las normas NCAA.
Durante la temporada 2014-15 fue llamado por la universidad de su ciudad natal Charlotte 49ers, donde completó toda su etapa universitaria. Las dos últimas temporadas de su periplo en Charlotte fue entrenado por la ex-estrella NBA Mark Price, con el que tuvo sus mejores años como jugador universitario. Durante las tres temporadas con los Charlotte 49ers promedio en 95 partidos y 31 minutos de juego: 11,5 puntos, 2,3 rebotes, 2 asistencias. 
Durante la temporada 2017-18, tras no encontrar atractiva ninguna de las proposiciones deportivas que tuvo, lo pasó en blanco entrenando en su ciudad natal.
En junio de 2018 fue convocado a participar con la selección de Nigeria en los partidos de clasificación para el Mundobasket 2019, en los que disputó 3 partidos donde promedió en 17 minutos: 6 puntos, 4 rebotes, 2 asistencias, 1 recuperación, con un 62% en tiros de tres puntos.
En agosto de 2018, se compromete con Leyma Coruña para disputar la Liga LEB Oro 2018-2019.